# Gun Crazy
Gun Crazy (1950) este un film noir american regizat de Joseph H. Lewis. Este produs de Frank King și Maurice King. În rolurile principale interpretează actorii Peggy Cummins și John Dall ca Annie și respectiv Bart, doi pasionați de arme.

## Actori
- Peggy Cummins ca Annie Laurie Starr
- John Dall ca Bart Tare
- Berry Kroeger ca Packett
- Morris Carnovsky ca Judecătorul Willoughby
- Anabel Shaw ca Ruby Tare
- Harry Lewis ca Șerif Clyde Boston
- Nedrick Young ca Dave Allister
- Trevor Bardette ca Șerif Boston, apare în tinerețea lui Bart
- Mickey Little ca Bart Tare la 7 ani
- Russ Tamblyn ca Bart Tare la 14 ani
- Paul Frison ca Clyde Bostonla 14 ani
- David Bair ca Dave Allister la 7 ani
- Stanley Prager ca Bluey-Bluey
- Virginia Farmer ca domnișoara Wynn
- Anne O'Neal ca domnișoara Augustine Sifert, prima victimă a lui Annie Laurie de la fabrică
- Frances Irvin ca cântărețul care dansează
- Robert Osterloh ca polițistul Hampton
- Shimen Ruskin ca șofer de taxi
- Harry Hayden ca  Dl. Mallenberg, directorul fabricii